# Bertramka
Bertramka (cz. Muzeum W.A. Mozarta a manželů Duškových) – często odwiedzania przez Mozarta willa w Pradze. W Bertramce znajduje się obecnie muzeum poświęcone Mozartowi i byłym właścicielom willi, którymi w tamtych czasach byli czeski kompozytor i pianista František Xaver Dušek i jego małżonka, śpiewaczka operowa Josefína Dušková.
Bertramka znajduje się około dwóch kilometrów od centrum miasta. Pod koniec XVIII wieku znajdowała się daleko poza murami miasta, pod winnicami na zboczach Černý vrch.